# Curt von Raab

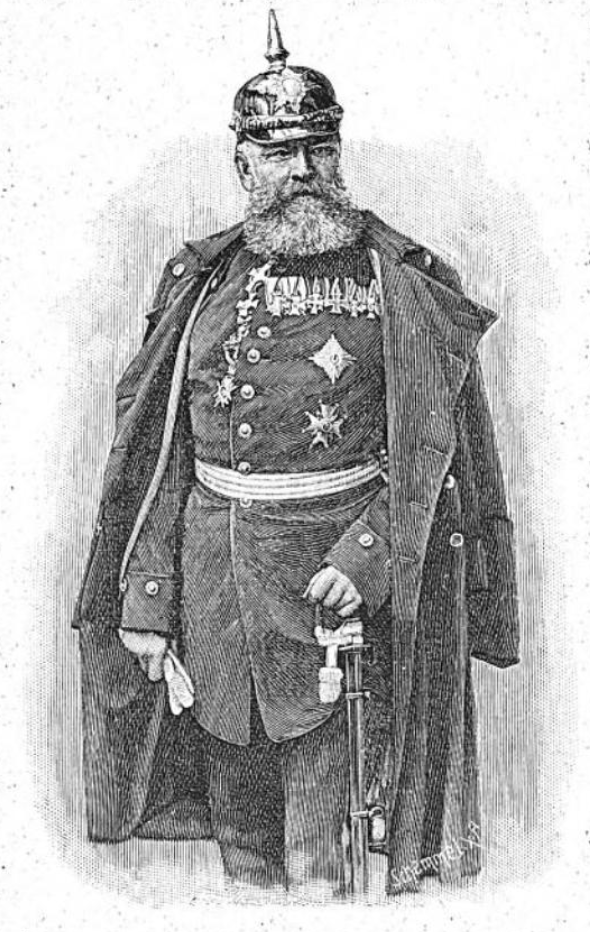
Curt von Raab

Curt von Raab, modernisiert auch Kurt von Raab (* 15. Juli 1834 in Budissin; † 1. Januar 1908 in Dresden), war ein sächsischer General der Infanterie und Historiker.

## Leben
Er war Angehöriger des vogtländischen Adelsgeschlechts von Raab und Sohn von Heinrich von Raab. Nach seiner Erziehung im elterlichen Hause absolvierte Raab das Kadettenkorps und wurde anschließend in der 4. Kompanie des 2. Jäger-Bataillons der Sächsischen Armee in Leipzig angestellt. Als Oberleutnant kämpfte er während des Krieges gegen Preußen 1866 in der Schlacht bei Königgrätz mit Auszeichnung. Nach dem Krieg stieg er zum Hauptmann auf. Raab nahm 1870/71 am Krieg gegen Frankreich teil und wurde für seine Leistungen mit dem Ritterkreuz des Militär-St.-Heinrichs-Ordens beliehen. Im weiteren Verlauf seiner Militärkarriere war er als Oberst 1884 Kommandeur des 8. Infanterie-Regiments Nr. 107. Von 1885 bis 1889 kommandierte Raab das 1. Leib-Grenadier-Regiment Nr. 100. Anschließend fungierte er als Generalmajor als Kommandeur der 5. Infanterie-Brigade Nr. 63 und erhielt 1890 das Kommando über die 6. Infanterie-Brigade Nr. 64. Mit seiner Beförderung zum Generalleutnant am 1. Juli 1894 wurde Raab schließlich Kommandeur der 1. Division Nr. 23. 1898 von diesem Kommando entbunden, wurde er in Genehmigung seines Abschiedsgesuches unter Verleihung des Charakters als General der Infanterie zur Disposition gestellt.
Er war Vorsitzender des Dresdner Geschichtsvereins und Ehrenvorsitzender des Plauener Vereins, der sich vor allem um die Erforschung der Geschichte Dresdens und des Vogtlandes bleibende Verdienste erworben hat. 1904 erhielt er von der Universität Leipzig die Ehrendoktorwürde. Er war verheiratet mit Auguste Wilhelmine Elisabeth Freiin von Tauchnitz (1839–1866), Tochter des Freiherren Christian Bernhard Tauchnitz (1816–1895) und der Henriette, geb. Morgenstern (1817–1896), aus Leipziger Kaufmannsfamilie. Als Sommersitz besaß er das Landhaus „Elsenlinde“ in Leubnitz/Vogtl.
Raab verstarb 1908 in Dresden und wurde auf dem Inneren Neustädter Friedhof beigesetzt.

## Ehrungen
In Plauen wurde eine Straße nach ihm benannt.

## Werke (Auswahl)
- Regesten zur Orts- und Familiengeschichte des Vogtlandes.

- I. Band: 1350–1563. Plauen i. V. 1893.
- II. Band: 1485–1563. Plauen i. V. 1898.

- Aus einem Amtsrechnungsbuche des Landes zu Plauen vom Jahre 1438–1439. In: Mitteilungen des Altertumsvereins zu Plauen i.V. 14, 1900, S. 1–35.